# Pasties

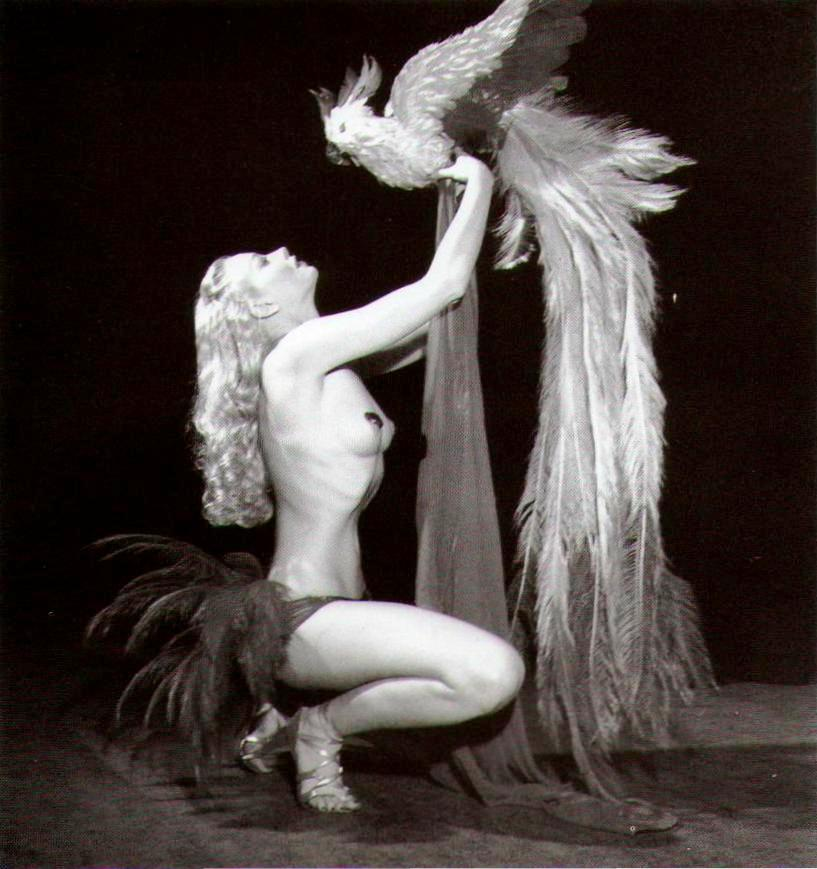
Lili St-Cyr, dansare, 1946.

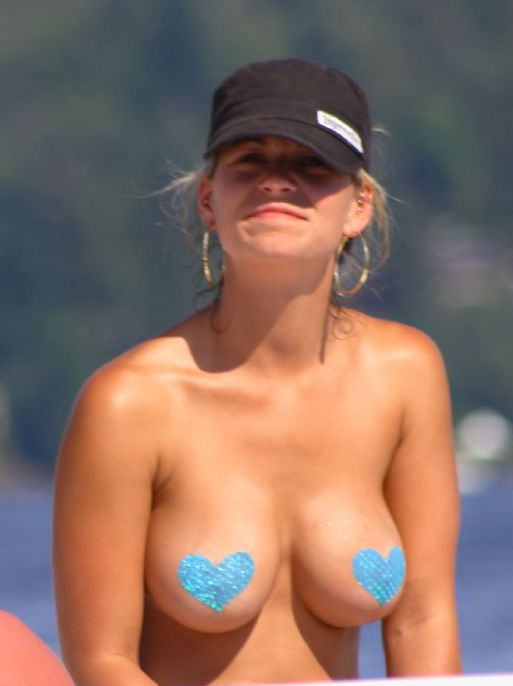
Solbadare i Seattle 2007.

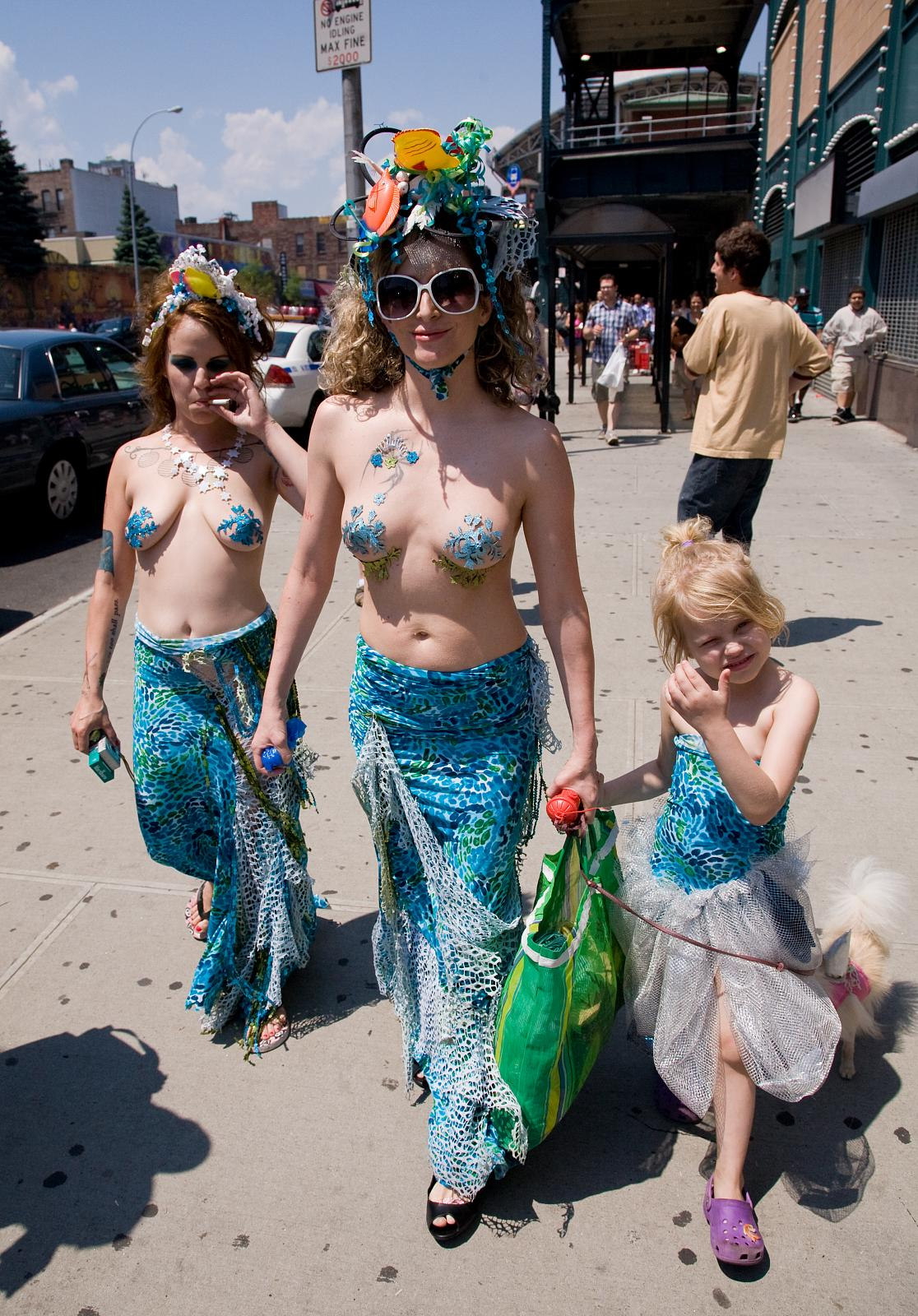
Coney Island Mermaid Parade, 2008

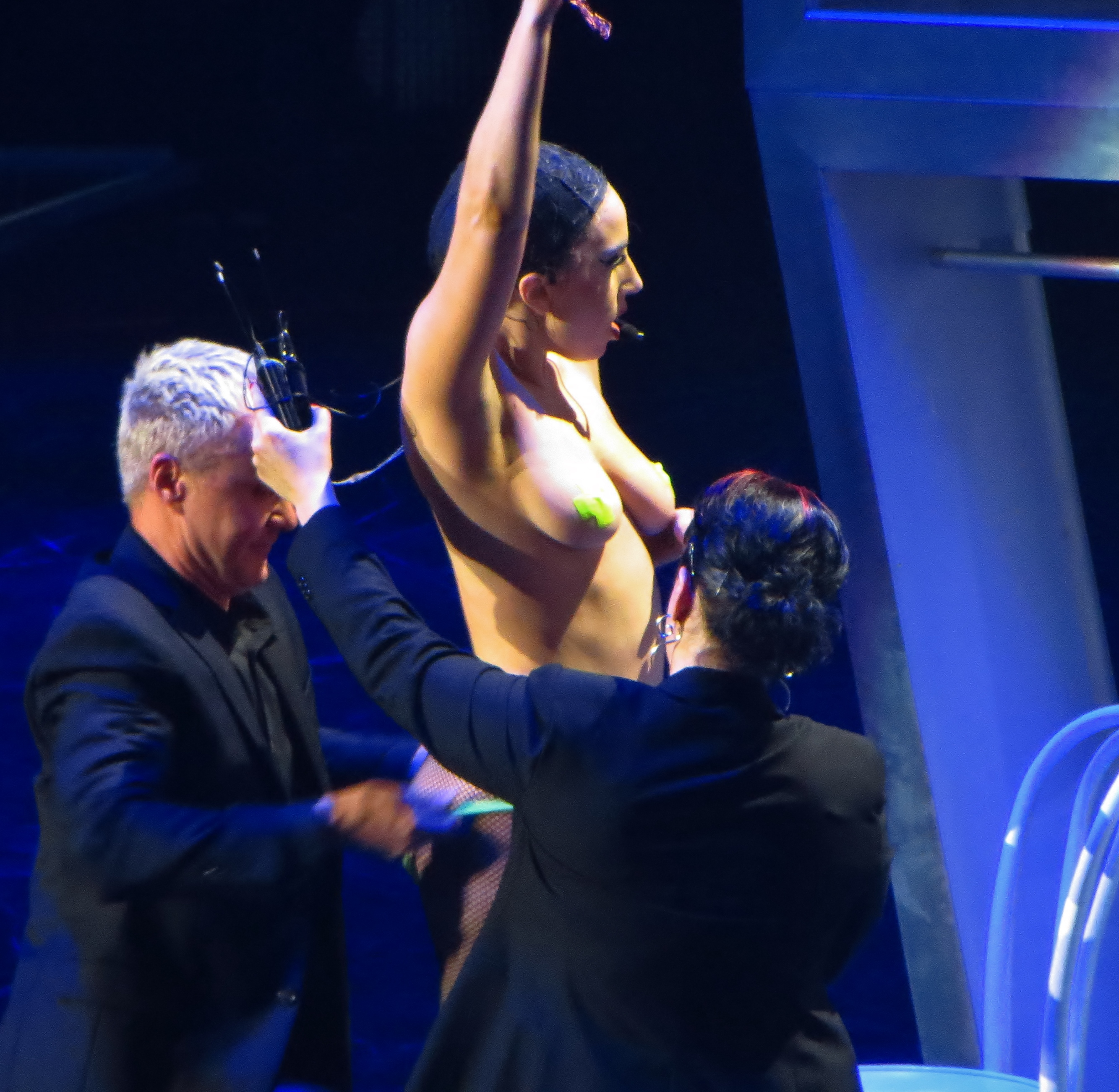
Lady Gaga med gröna pasties vid ombyte på scen, Montreal, 2014.

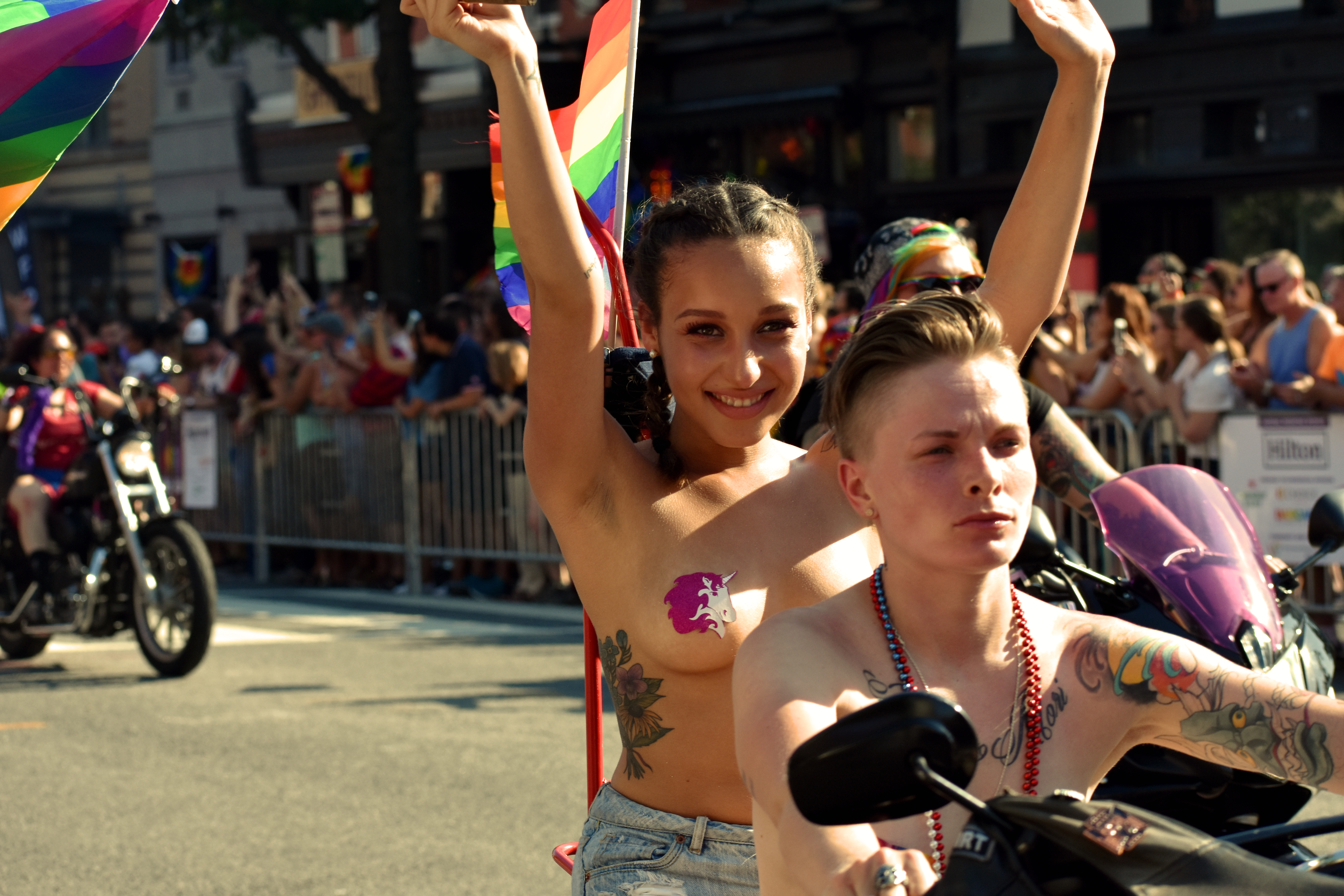
Capital Pride, Washington, D.C. 2017.

Pasties (eller "nipple pasties", singular 'pasty') är självhäftande små beklädnader av textil, plast eller metall, som används för att täcka en persons bröstvårtor och området däromkring. Ibland används ordet pastie även för motsvarande beklädnad över det genitala området (ett annat ord är merkin).
Pasties har tidigare främst associerats till burlesque, striptease och erotisk underhållning. Numera används de även ibland offentligt, exempelvis som badkläder. De har sedan länge använts som underkläder och har traditionellt varit hudfärgade med syftet dölja bröstvårtans färg och form[källa behövs]. De pasties som är avsedda att vara synliga tillverkas i olika färger och i en mängd olika former. Under senare tid har de blivit allt vanligare som modedetalj, inte minst bland artister.
Pasties appliceras vanligen med speciellt lim eller tejp, vilket också givit upphov till beteckningen, de är ”literally 'pasted' onto the nipple”.

## I underhållning
Behovet av pasties uppkom inom burlesque och striptease på 1920-talet, för att undvika att bryta mot formella eller oskrivna regler om nakenhet. De bars på cabareter som Folies Bergère och Le Lido. Burlesque-artisten Carrie Finnell förknippas med att ha kompletterat pasties med hängande tofsar, som artisten kunde rotera som en del i showen. I delar av USA bär striptease-dansare fortfarande pasties för att undvika att begå brott. 
Pasties bärs ofta av burlesque-artister men numera även av artister som exempelvis Lady Gaga, Miley Cyrus, Rihanna, Cher, Britney Spears och Pink.

## Badkläder
Pasties har framför allt använts vid solbad där topless inte varit tillåtet. Bikini-science skriver att de förekommit i USA sedan 1940-talet och att det återkom i USA på 1980-talet (då topless blev mode i Europa), och noterar: "Well, nobody really wears these on the beach, but you can wear them at the hotel pools, out on boats, and so on."

## Underkläder
Hudfärgade pasties (ibland kallade "nipple covers" eller ”breast petals”) används ibland under klänningar som exempelvis är axelbandslösa eller öppna i ryggen, eller då man är utan BH (braless) och har tunna kläder.
I senare tid bärs avsiktligt färgade pasties till genomskinliga kläder, eller till djupa urringningar, som en modeaccessoar.

## Pasties och klädkod
Pasties förekommer på nattklubbar, fetish parties och olika slag av offentliga parader och evenemang, exempelvis Pride i de flesta länder. Att bära pastis är ett sätt att kunna vara topless utan att byta mot etablerad klädkod i de flesta sammanhang och länder.
Pasties och en bikiniunderdel utan sidor (g-string, c-string) betraktas i flera länder som minimal klädsel i offentliga sammanhang. I ett typexempel från 2013 säger polisen: "It does not appear to be a law violation, as she was covering everything she needed to have covered".
Ett exempel på en mindre vanlig användning är så kallade "Go Topless Day" där kvinnliga demonstranter i länder eller på platser som inte accepterar topless bär pasties som utseendemässigt liknar en bröstvårta och därmed uppfattas kringgå landets bestämmelser.